# Тіндуф
Тіндуф (араб. تيندوف) — місто на південному заході Алжиру, адміністративний центр однойменного вілаєту.

## Історія
Місто збудувало плем'я таджакант поряд з ізольованою оазою 1852 року. 1895 був розгромлений сахравським племенем регібат, при цьому плем'я таджакант було вигнано з регіону. Місто залишалось пустим до 1934 року, коли туди прибули французькі війська.
Після проголошення незалежності Алжиру 1962 року місто почало активно будуватись і розростатись, що частково пояснюється тим, що воно є останнім форпостом перед мавританським і марокканським кордонами країни. Регіон має стратегічне значення. Там розташовані алжирські військові бази.
В околицях міста розташовані чотири табори біженців з Західної Сахари, в яких проживають понад 170 тисяч осіб.

## Географія
Тіндуф розташований неподалік від мавританського й марокканського кордонів, за 720 км на південний захід від Бешара, за 770 км на захід від Адрара, за 1475 км на північний захід від Таманрассета й за 1460 км на південний захід від столиці країни, міста Алжир.

### Клімат
Місто знаходиться у зоні, котра характеризується кліматом тропічних пустель. Найтепліший місяць — липень із середньою температурою 35 °C (95 °F). Найхолодніший місяць — січень, із середньою температурою 13.3 °С (56 °F).
| Клімат Тіндуфа          | Клімат Тіндуфа | Клімат Тіндуфа | Клімат Тіндуфа | Клімат Тіндуфа | Клімат Тіндуфа | Клімат Тіндуфа | Клімат Тіндуфа | Клімат Тіндуфа | Клімат Тіндуфа | Клімат Тіндуфа | Клімат Тіндуфа | Клімат Тіндуфа | Клімат Тіндуфа |
| Показник                | Січ.           | Лют.           | Бер.           | Квіт.          | Трав.          | Черв.          | Лип.           | Серп.          | Вер.           | Жовт.          | Лист.          | Груд.          | Рік            |
| Абсолютний максимум, °C | 29             | 32             | 38             | 40             | 42             | 51             | 57             | 49             | 46             | 42             | 36             | 28             | 57             |
| Середній максимум, °C   | 21             | 25             | 28             | 32             | 34             | 38             | 45             | 43             | 38             | 31             | 26             | 21             | 32             |
| Середня температура, °C | 13             | 15             | 19             | 22             | 24             | 27             | 35             | 34             | 30             | 22             | 18             | 13             | 23             |
| Середній мінімум, °C    | 5              | 6              | 11             | 12             | 15             | 17             | 25             | 25             | 22             | 14             | 11             | 5              | 14             |
| Абсолютний мінімум, °C  | −3             | −1             | 2              | 7              | 7              | 7              | 16             | 12             | 13             | 8              | 1              | 0              | −3             |
| Норма опадів, мм        | 0              | 0              | 0              | 0              | 0              | 0              | 0              | 10             | 0              | 0              | 0              | 0              | 30             |
| Днів з дощем            | 0              | 0              | 0              | 0              | 0              | 0              | 0              | 0              | 0              | 0              | 0              | 0              | 4              |
| Вологість повітря, %    | 39             | 35             | 30             | 30             | 29             | 26             | 24             | 24             | 43             | 39             | 52             | 53             | 35             |
| ----------------------- | -------------- | -------------- | -------------- | -------------- | -------------- | -------------- | -------------- | -------------- | -------------- | -------------- | -------------- | -------------- | -------------- |
| Джерело: Weatherbase    |                |                |                |                |                |                |                |                |                |                |                |                |                |

## Демографія
Населення Тіндуфа за даними 2008 року складало 45 966 осіб. Рівень писемності населення становить 75,0 % (79,7 % — серед чоловіків і 70,1 % — серед жінок).

## Транспорт
За 7 км на північний захід від міста розташований аеропорт Тіндуф, що обслуговує регулярні рейси до столиці країни, міста Алжир, а також деякі інші місцеві рейси. Тіндуф з'єднаний автомобільним шляхом з Бешаром.